# Orașul Fiume și împrejurimile
Orașul Fiume și împrejurimile (în maghiară Fiume város és kerülete, în italiană Città di Fiume e dintorni; de asemenea, Corpus separatum) este numele sub care a fost cunoscut statutul juridic și politic al orașului Fiume (actualul Rijeka), instituit de către împărăteasa Maria Tereza în 1776, acesta determinat un statut semiautonom al lui Fiume în cadrul Imperiului Habsburgic, și ulterior celui Austro-Ungar, până în 1918.

## Istorie
În 1868, ca urmare a compromisului din 1867, care a creat Austro-Ungaria, Croației i-a fost permis să negocieze propria înțelegere cu Ungaria. Finala înțelegere croato-maghiară a lăsat posesiunea Fiume nepartajată, în așteptarea negocierilor viitoare, însă în conformitate cu articolul 66, Fiume a apărut în versiunea croată, în timp ce în versiunea maghiară Fiume a fost declarat un Corpus separatum conectat direct la Pământurile Coroanei Sfântului Ștefan și, prin urmare, nu intra în domeniul de autonomie croată în cadrul regatului, dar în domeniul Parlamentului ungar în comun cu guvernul. Părțile s-au înțeles, fiecare parlament a semnat tratatul său respectiv, dar când cele două versiuni au fost duse la împăratul Franz Joseph pentru semnare, o bucată de hârtie care conține o traducere croată a creanței ungare cu privire la Fiume a fost lipită pe versiunea croată. Localitatea a fost definită provizoriu. Soluționarea definitivă a conflictului, adică un acord între Ungaria, Croația și Fiume nu a fost niciodată realizat până la dizolvarea regatului dualist, în octombrie 1918.

## Demografie
În 1910, populația "Corpusului separatum" era de 49.806 locuitori, dintre care: 
- Italieni -- 24.405 (49%)
- Croați -- 12.950 (26%)
- Maghiari -- 6.475 (13%)
- Germani -- 2.500 (5%)
- Sloveni -- 2.490 (5%)
- Alții/necunoscuți (Sârbi, cehi, slovaci, etc) -- 1.000 (2%)